# Дхармични религии
Дхармическите религии са религии коцептуално базирани във вярата в дхарма - универсален закон на битието.
Практически всички дхармически религии, с изключение на сикхизма, приемат за своя идейна основа кармическите прераждания.
Към древните и най-известни дхармически религии се отнасят индуизма, джайнизма, сикхизма и будизма.
Някои изследователи на религията отричат използването на това понятие и го считат за контрапункт, а не за същностна философска разлика спрямо трите водещи монотеистични религии - юдаизъм с базираните на него християнство и ислям.